# 趙宗鼎 (清朝)
趙宗鼎，字嵩丞，贵州贵阳人，清朝政治人物，同進士出身。
同治十三年（1874年）甲戌科進士，三甲二名，选庶吉士，散館改知縣，官至直隸侯補道。